# طرطيع ثلاثي القنابات
طرطيع ثلاثي القنابات (الاسم العلمي:Schanginia tribracteata) هو نوع غير مؤكد من النباتات يتبع جنس الطرطيع من الفصيلة القطيفية.